# Amiloryd
Amiloryd, amiloride – lek działający moczopędnie, zwiększa wydalanie jonów sodu oraz wody z organizmu, znosi nadmierne wydalanie potasu.

## Farmakokinetyka
Początkowe działanie leku następuje po 2 godzinach, maksimum działania po 6–10 godzinach, a całkowity czas jego trwania to ok. 24 godziny. Wydalanie w 50% następuje przez nerki.

## Wskazania
- nadciśnienie tętnicze
- obrzęki różnego pochodzenia
- niewydolność krążenia
- zespół Liddle'a

## Przeciwwskazania
- nadwrażliwość na lek
- schorzenia nerek
- wysoki poziom potasu we krwi
- dna moczanowa
- cukrzyca

## Działania niepożądane
- brak apetytu
- nudności
- wymioty
- biegunka
- osłabienie
- bóle i zawroty głowy
- zaburzenia widzenia
- bezsenność
- depresja
- skórne odczyny alergiczne
- zmiany w obrazie krwi

## Preparaty złożone

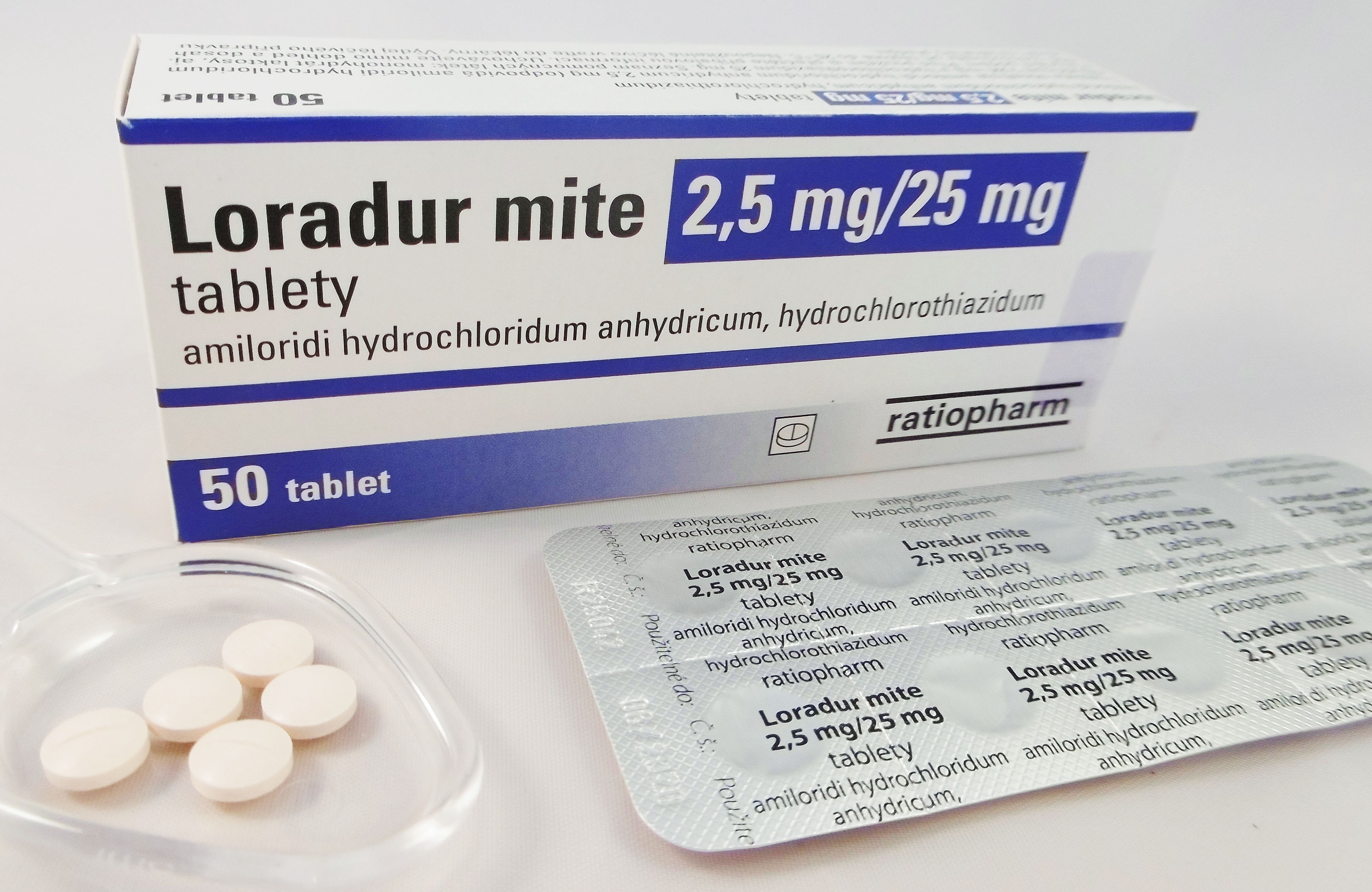
Preparat złożony zawierający amiloryd i hydrochlorotiazyd

- Preparat złożony zawierający amiloryd i hydrochlorotiazydTialorid – tabletki (5 mg amilorydu, 50 mg hydrochlorotiazydu)
- Tialorid mite – tabletki (2,5 mg amilorydu, 25 mg hydrochlorotiazydu)

## Dawkowanie
Doustnie, dawkę i częstotliwość stosowania ustala lekarz. Najczęściej 2,5–10,0 mg na dobę w zależności od wskazania.